# Djurgårdens IF Fotboll 1926/1927
Djurgårdens IF Fotboll spelade i dåvarande Division 2 Östsvenskan 1926/1927. Man kom 3:a i serien efter Westermalms IF och Sundbybergs IK. Hemmasnittet var 267 åskådare. 
- Bäste målskytt blev Oscar Palm med 14 mål.

I kvalet vann man med båda matcherna med 2-1 och 1-0 mot IK City och därmed gick upp i allsvenskan.